# Extragear
Extragear é uma coleção de aplicativos associado ao projeto do gerenciador de janelas KDE. Estes aplicativos não fazem parte do pacote principal do KDE por vários motivos, mas continuam sendo desenvolvidos e gerenciados como parte do projeto KDE. 

Existem diversas razões para que um aplicativo não faça parte do pacote principal do KDE, por exemplo:
- existência de um aplicativo com a mesma funcionalidade
- ser muito específico (interessante apenas para um grupo restrito de pessoas)

## Lista de aplicativos noExtragear
- Amarok - reprodutor de áudio
- Digikam - editor de fotos
- Filelight - analisador de espaço em disco
- Gwenview - visualizador de imagens
- K3b - gravador de CD e DVD
- Kaffeine - reprodutor de áudio e video
- kdetv - software para assistir à transmissões de televisão no computador
- KPhotoAlbum -  álbum de fotos para o KDE
- Kile - editor LaTeX
- KMLDonkey - gerenciador para o MLDonkey
- Konversation -  cliente de IRC
- KTorrent - cliente para BitTorrent
- Yakuake